# Ollie Schriver
Ollie Schriver, né le 17 décembre 1879 à Washington et mort le 28 juin 1947 dans la même ville, est un tireur sportif américain. Il a remporté trois médailles olympiques.

## Palmarès
- Jeux olympiques de 1920 à Anvers (Belgique)
  -  Médaille d'or en petite carabine à 50 m par équipes.
  -  Médaille d'or en carabine d'ordonnance à 600 m par équipes couché.
  -  Médaille d'or en carabine d'ordonnance 300 m+600 m par équipes couché.